# Eugène Jolibois
Eugène Jolibois (Amiens, 4 giugno 1819 – Le Vésinet, 20 dicembre 1896) è stato un politico e avvocato francese.

## Biografia

### I primi anni
Eugène Jolibois nacque il 4 giugno 1819 ad Amiens, Somme. I suoi genitori erano Pierre-François Jolibois e Marie-Anne-Rose Dubois. Si laureò in legge a Parigi ed esercitò come avvocato dal 1840 al 1849. Divenuto magistrato, sotto il secondo impero fu avvocato generale dapprima ad Amiens e poi a Rouen. Nel maggio del 1861 venne nominato procuratore generale a Chambéry. Nell'aprile del 1863 divenne prefetto della Savoia, e nel dicembre del 1866 venne nominato consigliere di stato. Alla fine del 1867 venne considerato da Napoleone III come un possibile candidato per il ministero dell'interno.

### La carriera politica
Dopo il 4 settembre 1870, Jolibois decise di tornare a vita privata e alla professione di avvocato a Parigi, non dimenticandosi ad ogni modo di tenere discorsi incisivi nei processi che riguardavano i bonapartisti.
Nelle elezioni del 20 febbraio 1876 venne sponsorizzato dal barone Eugène Eschassériaux come candidato bonapartista per la seconda costituente di Saintes, Charente-Inférieure. Nel suo discorso inaugurale disse di aderire pienamente all'ideale del movimento politico bonapartista dell'Appel au peuple che chiedeva un plebiscito al popolo francese sulla forma di governo da dare alla Francia. Si spese nel contempo a favore del libero commercio. Venne eletto con uno scarto minimo di voti (6933 contro 6536) col suo avversario, il conte Anatole Lemercier.
Nei suoi discorsi attaccò sovente le azioni di governo, rimanendo comunque fedele alla minoranza conservatrice che rappresentava. Nella crisi del 16 maggio 1877 supportò il governo e divenne membro della commissione esecutiva bonapartista guidata da Eugène Rouher.
Jolibois venne nominato da Oscar Bardi de Fourtou come candidato ufficiale per la seconda costituente di Saintes nelle elezioni legislative del 14 ottobre 1877, venendo eletto con 8994 voti contro 5758 del suo avversario repubblicano conte Lemercier.
Il 4 novembre 1877 divenne membro del consiglio generale del Charente-Inférieure e, malgrado i ritardi, venne confermato poi il 3 dicembre di quello stesso anno.
Venne rieletto il 31 agosto 1881 e si oppose alla politica interna ed estera dei ministeri di Léon Gambetta e di Jules Ferry. Nel 1882 si oppose all'arresto del principe Vittorio Bonaparte.
Venne rieletto il 4 ottobre 1885. Si spese quindi a favore della proposta di Henri Michelin nell'inchiesta sulle origini della campagna di Tonkino. Combatté la proposta di espulsione dei principi delle ex casate regnanti di Francia dai confini dello stato e propose invece di rivedere le leggi costituzionali approvando un plebiscito popolare, supportando il manifesto revisionista di boulangisti. Si oppose anche alla persecuzione di tre membri della Ligue des Patriotes, contro la bozza della legge Lisbonne e contro la persecuzione del generale Boulanger. Parallelamente continuò la sua attività di avvocato.
Alle elezioni del 1889 Jolibois venne rieletto al primo turno e fu membro di diverse commissioni, in particolare di quella sul bilancio. Nel 1892 divenne membro della commissione per l'affare Panama, ma decise poi di non correre per le elezioni del 1893 e quando il suo mandato scadde il 14 ottobre di quell'anno, si ritirò a vita privata.
Eugène Jolibois morì il 20 dicembre 1896 a Le Vésinet, Yvelines.